# Oseille des Alpes
Rumex alpinus
Espèce
Classification phylogénétique
L’Oseille des Alpes (Rumex alpinus) est une plante herbacée de la famille des Polygonaceae. Orophyte héliophile, elle pousse dans les montagnes et massifs d'Europe méridionale.
On la retrouve dans des altitudes comprises entre 1 200 et 2 600 mètres. Nitrophile, elle pousse en abondance près des refuges et abreuvoirs à bétail, ce dernier étant très peu friand de cette plante. Plante de reposoirs, prairies fumées, prairies à hautes herbes ou aulnaies vertes, on la retrouve aussi dans des mégaphorbiaies. 
L'oseille des Alpes peut atteindre jusqu'à 1 m de haut, une envergure de 10 à 30 cm et ses feuilles jusqu'à 50 cm de long. Ses pétioles sont rayés de vert et de rouge. Ses petites fleurs verdâtres sont portées par un pédicelle et réunies en panicules longues et étroites. 
Sa floraison dure de juin à août.

## Noms vernaculaires
- Patience des Alpes.
- Rhubarbe des moines (en raison de l'usage de ses pétioles en confiture et, jadis, de celui de sa racine comme dépuratif et laxatif, bien qu'il pousse plus volontiers autour des chalets d'alpages que dans les monastères)[2] : le goût de ses pétioles rappelle la rhubarbe, mais en moins acidulé.
- Rapponti. On l'emploie pour engraisser les porcs (Alpes)[3].
- En Suisse, on trouve aussi les noms de « lampés » en français et Blacken en allemand[4]

## Usages alimentaires
Les jeunes feuilles se mangent en salade ou cuites comme les épinards. 
Les pétioles pelés et mangés crus ou cuits comme la rhubarbe se consomment en tartes et compotes. Il était traditionnel dans les Alpes suisses de les mettre à lacto-fermenter, les vachers y préparant une sorte de choucroute. 
Les grandes feuilles, acides, servaient à envelopper les produits descendus de la montagne (beurre des burronniers, parfois truites, etc.), facilitant ainsi leur conservation. 

En Roumanie, elles servent à faire de la soupe. 
La racine a des propriétés médicinales : riche en composés anthracéniques, elle est laxative et dépurative. En France autrefois, d'après une étude ethnobotanique de  Françoise et Grégoire Nicollier (1984), on en écrasait dans la saumure pour donner une teinte ocre au fromage .